# Conjunt de tres cases al carrer Corró, 67-71 (Granollers)
El Conjunt de tres cases al carrer Corró, 67-71 és una obra de Granollers (Vallès Oriental) protegida com a Bé Cultural d'Interès Local.

## Descripció
Es tracta de tres edificis entre mitgeres. El número 67 té planta baixa, pis i golfes. El número 69 i 71 tenen planta baixa i pis. Els tres immobles tenen coberta de teula àrab a dues vessants. La del número 67 acaba amb cornisa i les dels números 69 i 71 amb imbricació de doble filada de teula. Les tres cases són molt semblants de composició, segons un eix amb dos únics elements de gran potència: la finestra i el portal, que estan realitzats amb carreus de considerables dimensions, especialment en les llindes.